# To Be or Not to Be (Nightmare)
To Be or Not to Be è il nono album studio del gruppo giapponese Nightmare, pubblicato nel 2014.
Il disco viene distribuito in tre versioni: due edizioni limitate (di tipo A e B) contengono diverse tracce DVD, mentre l'altra edizione (di tipo C) contiene una traccia in più.
L'album raggiunge l'11ª posizione nella classifica Oricon.

## Tracce
1. Gallows – 4:45
2. TO BE OR NOT TO BE – 2:29
3. Dizzy – 3:50
4. tokyo - to rasetsu - ku – 4:14
5. rewrite – 3:53
6. Melt into blue sky – 5:06
7. TRUTH – 3:44
8. Lulla – 6:00
9. TERMINAL – 4:23
10. Drastica – 3:59
11. gokujou noushin rengoku isshiki – 4:35
12. L.L.B – 4:01
13. Kenka Drive (instrumental) – 4:11

Edizione limitata A
Gallows PV + Making
Edizione limitata B
Drastica PV + Making

## Singoli
- Rewrite

Pubblicato: 8 gennaio 2014
Posizione nella classifica Oricon: 2
- Dizzy

Pubblicato: 21 agosto 2013
Posizione nella classifica Oricon: 13